# Sorghum almum
Sorghum almum là một loài thực vật có hoa trong họ Hòa thảo. Loài này được Parodi miêu tả khoa học đầu tiên năm 1943.

## Hình ảnh

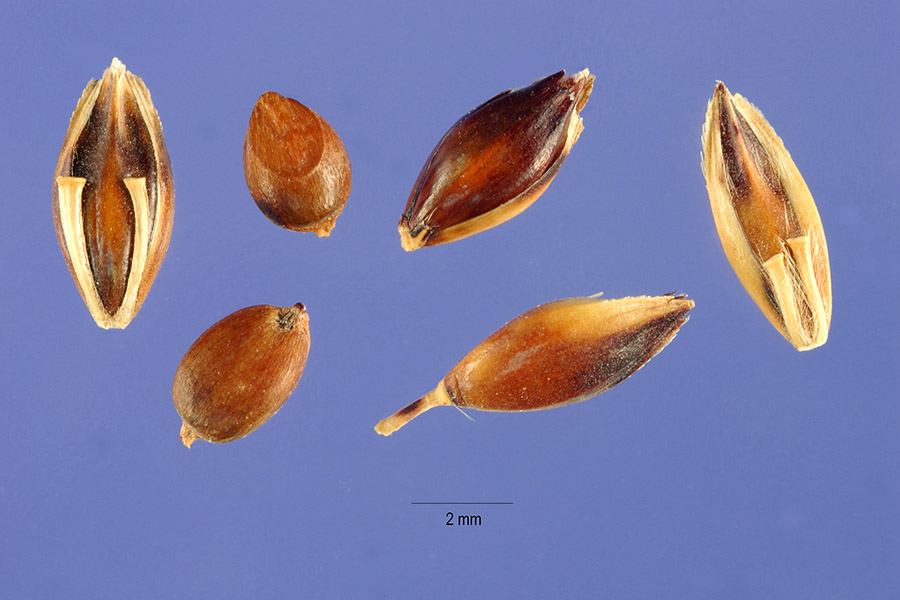